# Pinguy OS
Pinguy OS es una distribución GNU/Linux, basada en Ubuntu, diseñada para personas que nunca han usado Linux antes o para personas que solo quieren un sistema operativo que funcione sin hacer todos los ajustes y mejoras que cada uno debe hacer cuando se instala una copia nueva de Ubuntu u otras distribuciones Linux.
Pinguy OS es una compilación optimizada del CD mínimo de Ubuntu con repositorios agregados, ajustes y mejoras que puede funcionar como un LiveDVD o ser instalado en el disco duro. Cuenta con todos los paquetes necesarios para añadir vídeo, música y contenido de la web, por ejemplo, Flash y Java, así como arreglar los problemas de wireless, gwibber, y el problema de videos flash en pantalla completa

## Algunas características
Inicialmente el sistema está disponible sólo en inglés, pero el soporte al español, se puede activar en el Soporte de Idiomas (Language Support, en inglés), específicamente en el programa gnome-language-selector.
Todo está puesto a punto para samba, todo lo que tiene que hacer es dar clic derecho en una carpeta que desea compartir y añadir una contraseña en samba usando system-config-samba.
También se tiene un servidor UPnP/DLNA (pms-linux), para que se pueda compartir tu música, vídeo, etc, con una PS3, XBOX 360, Smart Phones o cualquier otro lector de los medios UPnP/DLNA.
Nautilus ha sido sustituido por Elementary-Nautilus con adición de plug-ins para que se pueda obtener la arte de la música y vídeo desde la web. El tema por defecto es Elementary usando fuentes ttf-droid, con Docky y un Conky personalizado.
También he añadido soporte para DVB en Totem para cualquier persona con una tarjeta de TV que quiera ver televisión en su PC, pero no desea instalar un programa específico como MythTV.

## Lanzamientos[5]- versiones i686 y x86-64
| Pinguy OS x.04   | Lanzamiento |   | Pinguy OS x.10 | Lanzamiento |
| ---------------- | ----------- | - | -------------- | ----------- |
| 10.04.1.2        | 20/09/2010  | - | 10.10          | 12/11/2010  |
| 10.04.2          | 12/02/2011  | - | 10.10.1        | 15/11/2010  |
| 10.04.3          | 05/08/2011  | - | 11.10 Beta     | 15/11/2011  |
| 11.04            | 15/05/2011  | - | 11.10 Mini     | 25/11/2011  |
| 11.04.1          | 04/06/2011  | - | 12.10          | 21/11/2012  |
| 11.04 "Ping-Eee" | 09/07/2011  | - |                |             |
| 12.04 LTS        | 22/06/2012  | - |                |             |
| 13.04 Beta       | 14/06/2013  | - |                |             |
| 14.04.3          | 1/09/2015   | - |                |             |
| 14.04.4          | 23/03/2016  | - |                |             |

## Requerimientos mínimos[23]
- 700 MHz de procesador x86.
- 384 MB de memoria de sistema (RAM.)
- 8 GB de espacio en disco.
- Tarjeta gráfica capaz de resolución de 1024x768px.
- Tarjeta de sonido.
- Una conexión de red o de Internet.

## Requerimientos recomendados para efectos visuales[24]
Los efectos visuales ofrecen diversos efectos especiales gráficos para el escritorio para que se vea y se sienta más divertido y fácil de usar. Si su equipo no es lo suficientemente potente como para ejecutar los efectos visuales, puedes desactivarlos y tener Pinguy OS útil de escritorio. Los efectos visuales están activados por defecto si usted tiene una tarjeta gráfica que los soporte:
- 1,2 GHz de procesador x86
- 384 Mb de memoria de sistema (RAM)
- Tarjeta gráfica compatible (ver DesktopEffects)

## Software disponible en Pinguy OS, al usarlo por defecto[25]
| Accesorios | Gráficos                                                             | Internet | Oficina - Sonido y video                                                                                             | Herramientas del sistema                                                                                                 | Otros |  |
| --- | -------------------------------------------------------------------- | --- | --- | --- | --- |  |
| - Activity Journal - AllTray - Catfish - CoverChooser - CoverGloobus - Gloobus Preview - GNOME Do - Pastie - Xpad - Shutter | - gpicview - pinta - Rapid Photo Downloader - Shotwell - Simple Scan | - Deluge - Dropbox - Empathy - Firefox - FrostWire - Gwibber - Thunderbird - pms-linux - Skype - TED: Torrent Episode Downloader - Xchat | - LibreOffice (Oficina) - Brasero - DeVeDe - GNOME MPlayer - gtkpod - HandBrake - mvPod - OpenShot - Rhythmbox - VLC | - Ailurus - BleachBit - Déjà Dup Backup Tool - Phone Mánager - VirtualBox - hardinfo - Ubuntu Tweak - Wine - PlayOnLinux | - Preload - GDM2Setup - gtkorphan - BootUp-Mánager (bum) - MintMenu - Webilder - Remastersys Backup - gnome2-globalmenu - Gufw Firewall |  |